# Таррафал (Сантьягу)
Таррафал (порт. Tarrafal) — селище на північному березі острова Сантьягу на Кабо-Верде. Розташоване за 70 км від столиці держави, міста Прая, біля підніжжя гори Грасіоза.

## Історія
26 січня 1936 року в селищі була утворена відома португальська в'язниця для політичних в'язнів, що проіснувала до 25 квітня 1974 року. Перший комендант — Мануель душ Рейс, тюремний лікар — Ешміральду Пайш Прата.
Тарраффал був головним табором для політичних супротивників Португалії. Сюди звозили політичних злочинців та революціонерів з усіх африканських колоній Португалії. Місцезнаходження табору відрізнялося особливо жорстоким кліматом. Постійні вітри викликали в ув'язнених моторошний головний біль. Звичайною була практика застосування тортур. Карцер для порушників режиму розташовувався через стіну від кухонної печі. Температура в ньому підвищувалася часом до 70-80 градусів Цельсія, при цьому розміри карцеру дозволяли тільки сидіти. У таборі перебувало кілька локальних ділянок, мешканці яких нічого не знали про інші частини табору.

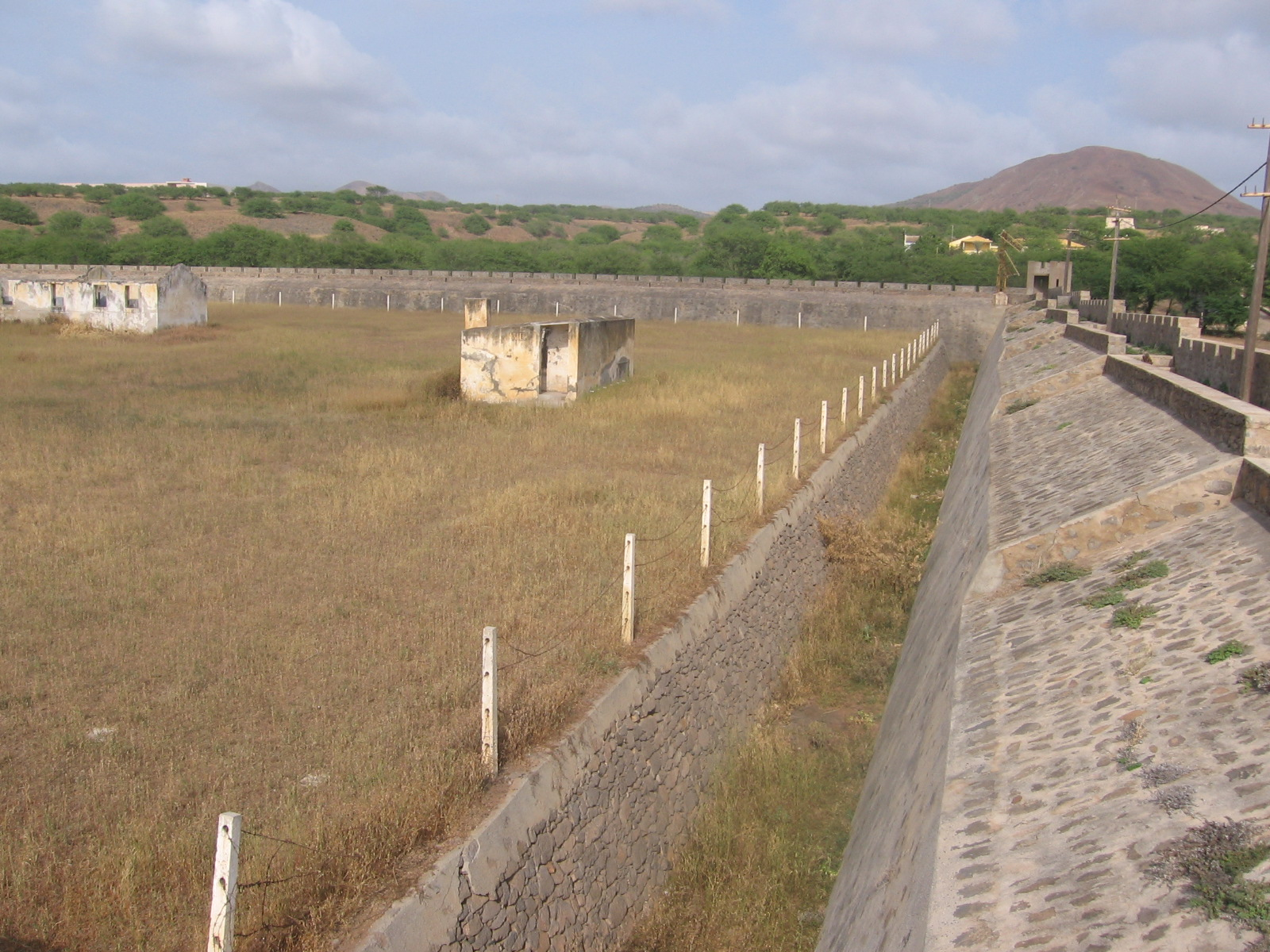
Концтабір
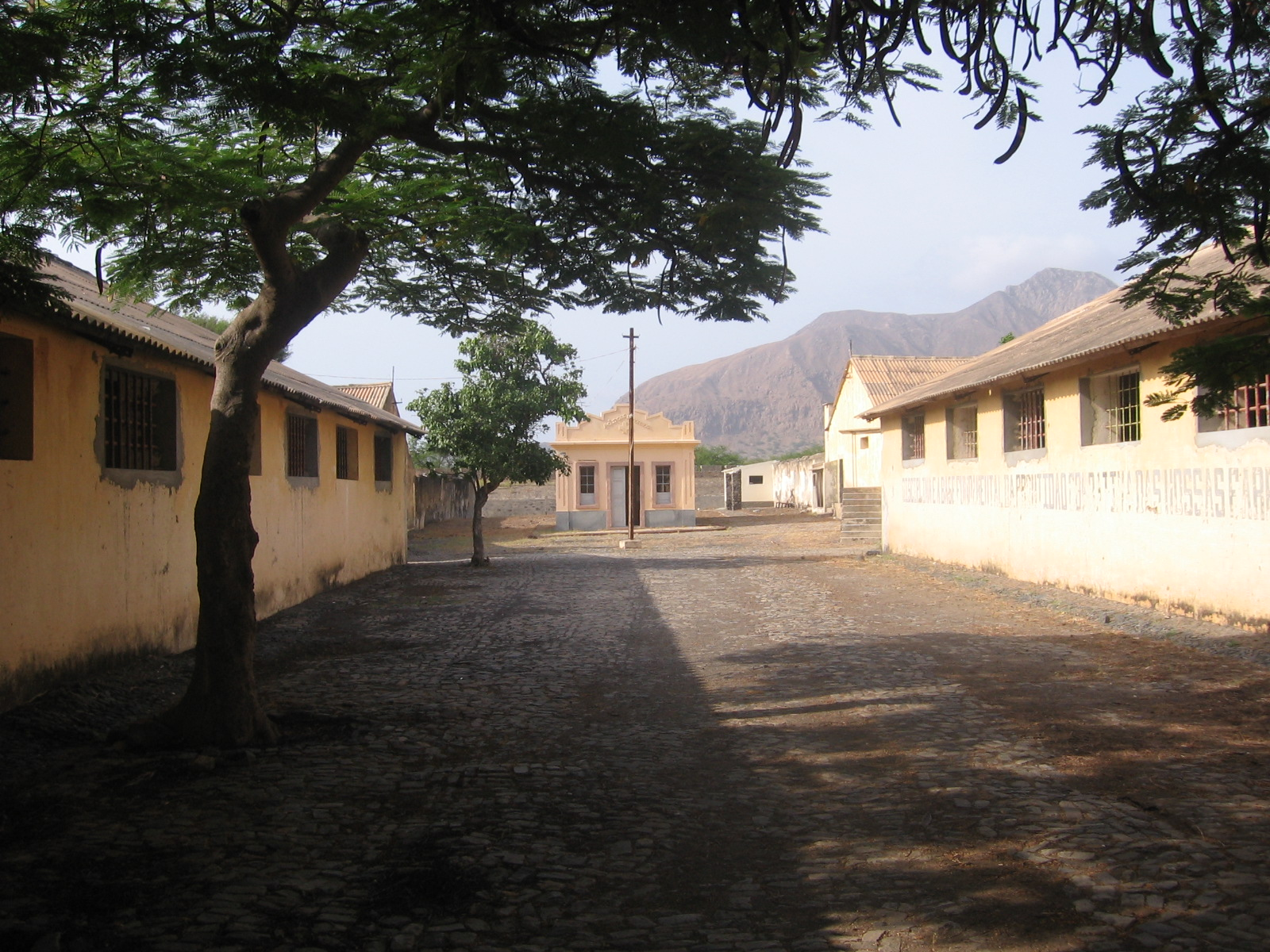
Концтабір
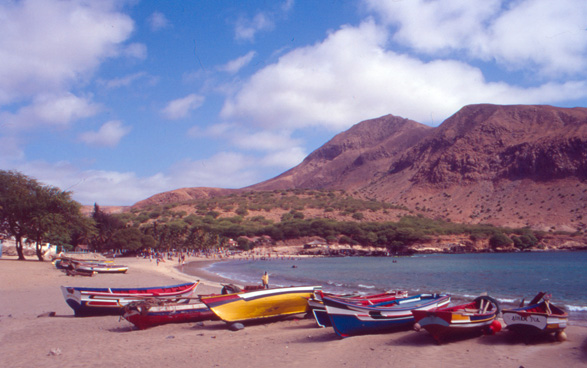
Таррафал

З табору практично неможливо було втекти. Незважаючи на те, що зовні його огорожа виглядає дуже невисокою, зсередини вона досить висока, оточена глибоким ровом з водою, підходи до рову були оперезані колючим дротом, по якій пропускався електричний струм.
В наш час на території в'язниці розташований навчальний центр збройних сил країни. Частина концтабору відкрита для відвідування, як музей.

## Туризм
Як і в інших містах Кабо-Верде, основна стаття економіки Таррафал — туризм. У селищі гостей приймають кілька готелів:
- Бая-Верде — туристичне село;
- Король Фішер — апартготель з 25 сучасних будиночків на самому березі Атлантичного океану;
- Мар Азул ** — готель в 800 метрах від океану;
- Міль Нуїтс;
- Таррафал — сучасний готель;
- Сул Марина;
- Тата;
- Вілла Ботаніку.